# مجموعة كاستيل
مجموعة كاستل (الفرنسية: Groupe Castel ) هي شركة مشروبات فرنسية. تأسست في عام 1949 على يد بيير كاستل ، الذي يواصل إدارة الشركة باعتبارها شركة مملوكة للعائلة.
تعد شركة كاستل أكبر شركة منتجة للنبيذ الفرنسي وتمتلك أكبر ماركات النبيذ الفرنسية والأجنبية الموزعة في فرنسا. مجموعة كاستل هي أيضًا الشركة الفرنسية الرائدة في مجال نبيذ المائدة والمرتبة الرابعة للبيرة والمشروبات الغازية في أفريقيا (بعد سابميلر وهاينكن إن في وغينيس )، و- بعد كونستيليشن براندز وجالو - رقم أربعة للنبيذ في جميع أنحاء العالم. وتدعي شركة كاستل أنها تمتلك حصة 25 بالمائة من أرباح سوق البيرة الأفريقية.

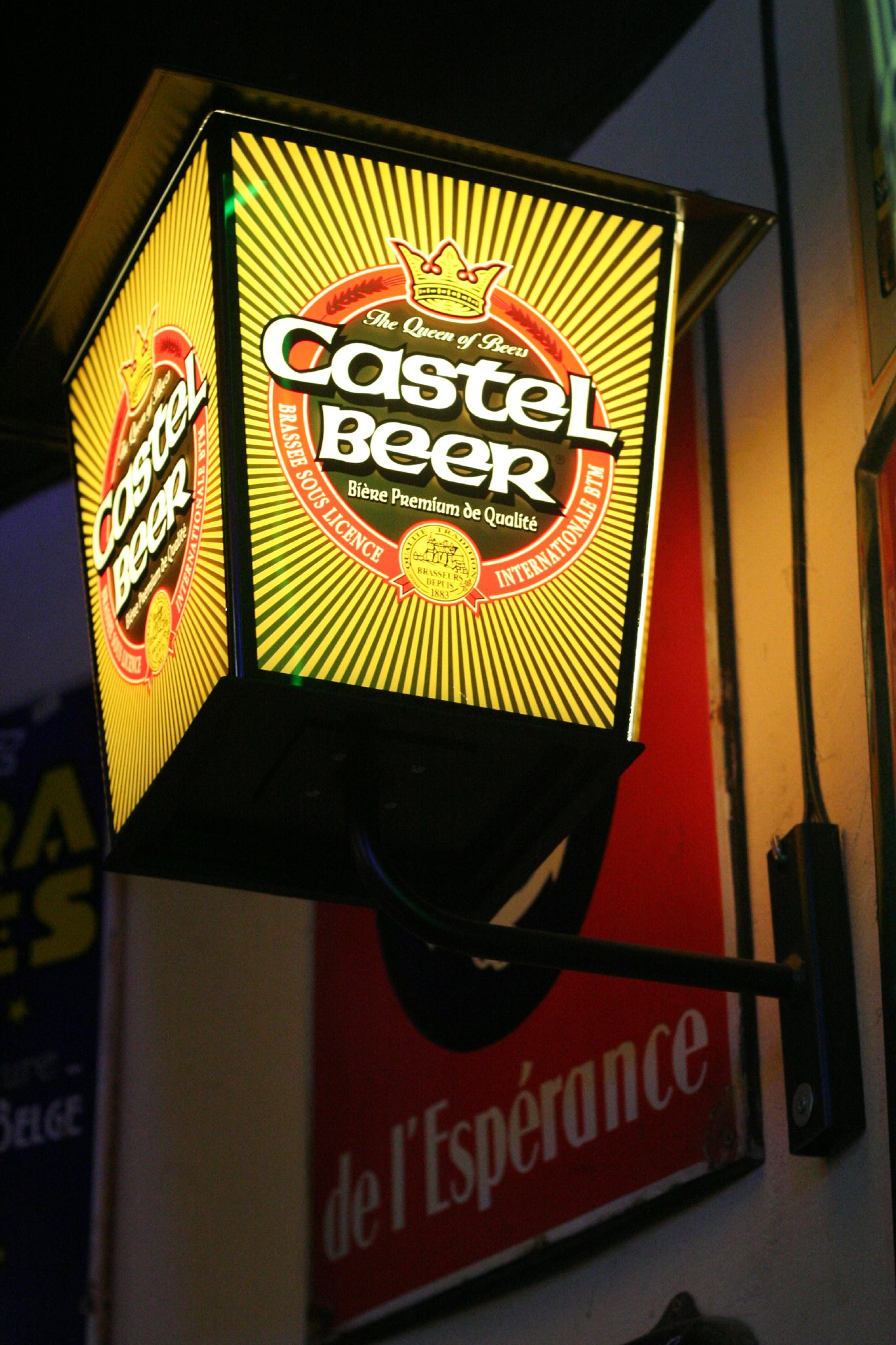
شمعدان ترويجي لشركة كاستل للبيرة ، منتج البيرة الأساسي للشركة

## قائمة كاستل شاتو والعقارات
- شاتو دارسين
- شاتو باريريس
- شاتو بيتشفيل (دول مجلس التعاون الخليجي)
- شاتو دو لا بوتينير
- شاتو دو بوسكيت
- شاتو كامبيه
- شاتو كافالير
- دومين دو لا كلابيير
- شاتو فيراندي
- شاتو دي جويلان
- شاتو دي هوت كولون
- شاتو هورتو
- شاتو دو ليفيرنيير
- شاتو لاتور كامبلانيس
- شاتو دو لورت
- شاتو مالبيك
- شاتو ميرفلور
- شاتو مونتلابيرت
- شاتو تور بريجناك